# Jacques Barrelier
Jacques Barrelier est un dominicain et biologiste français, né en 1606 à Paris et mort le 17 septembre 1673 dans cette même ville d’une crise d’asthme.

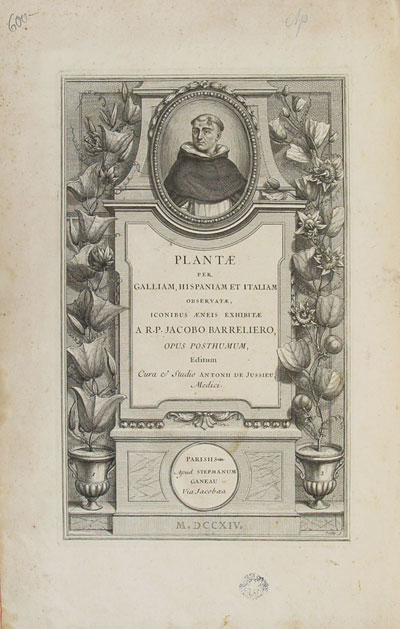
Page de titre de Plantae per Galliam, Hispaniam et Italiam observatae, iconibus aeneis exhibitae.

## Biographie
Il devient docteur en médecine en 1634 avant d’entrer dans l’Ordre des Prêcheurs. Il consacre ses loisirs à la botanique et visite la Provence, le Languedoc, l’Espagne et l’Italie. Il séjourne 23 ans à Rome et crée un jardin botanique. C’est pendant son séjour qu’il travaille à son Hortus Mundi ou Orbis botanicus, où il décrit les espèces récoltées durant ses voyages. Il fait graver sur cuivre de nombreuses illustrations destinées à figurer dans son livre. Il revient à Paris en 1672 et il meurt avant de mener à bien son projet. Un incendie détruit toutes ses notes, seules ses planches survécurent. C’est Antoine de Jussieu qui assure leur publication plus de 30 ans plus tard, sous le titre d’Icones Plantarum per Galliam, Hispaniam et Italiam observatæ. L'ouvrage compte 324 planches de plantes de France et d'Espagne et 1 392 planches de plantes d'Italie, dont une centaine de nouvelles espèces. Plusieurs d’entre elles lui furent dédiées.

## Œuvre posthume
- 1714 : Plantae per Galliam, Hispaniam et Italiam observatae, iconibus aeneis exhibitae a R. P. Jacobo Barreliero,... opus posthumum accurante Antonio de Jussieu,... in lucem editum... (S. Ganeau, Paris), 2 parties en 1 vol. in-fol., front. et pl. gravés. – exemplaire numérique consultable sur Cervantes Virtual.